# 周江杰
周江杰（台灣話 : Tsiu Kang-kia̍t，客家話四縣腔 : zuˊ gongˊ kied，客家話海陸腔 : zhiuˋ gongˋ kiedˋ；1980年7月15日－），臺灣新竹縣出身的政治人物，曾任中華民國客家委員會政務副主任委員、綠黨籍新竹縣議會議員、民主進步黨客家部主任兼發言人、新竹縣體育會槌球委員會、定向越野委員會主任委員。

## 早年
2012年周江杰回家鄉竹東開書店，書店開張一年卻從來沒有賣過任何一本書，周江杰受訪中提到，只想給竹東的孩子有個地方看書。由於就讀碩士班期間一篇學術論文與在地農業有關，周江杰想真正瞭解農夫在社會結構下的困境是什麼，回到竹東也進入農村生活，但農作收入無法維持基本收入，因而還到安親班打工。
2013年開始於博幼福利基金會外展組擔任教學老師，協助新竹縣峨眉鄉、信義鄉等地的單親母親成為素人老師，博幼用「同村協力．教養孩子」的策略，讓孩子在偏鄉在地學習，這些單親媽媽部分由博幼基金會提供一份穩定的收入，而且在工作時也和孩子保有接觸的機會關係。

## 政壇生涯時期

### 參選新竹縣議員
2014年。新竹縣遇到水源地被盜採砂石場；周江杰與荒野保護協會新竹分會夥伴共同對抗不肖業者，甚至用肉身擋住砂石車。毫無政治經驗的青年農夫，在投票前三個月毅然宣布投入參選議員，選前以一台單車每日騎乘四十多公里巡迴新竹縣竹東鎮、五峰鄉。最終獲綠黨提名參選新竹縣議員，以第五高票勝選。

#### 護蛙護棲地，拒絕除草劑
2016年7月因反對橫山鄉縣道路肩使用除草劑除草，對梭德氏赤蛙、螢火蟲幼蟲等生態環境造成影響，周江杰議員偕同荒野保護協會新竹分會招開記者會號召大家一起「護蛙護棲地，拒絕除草劑」，要求新竹縣府應盡速制訂非農用除草劑管理自治條例。

#### 爆破台三線
2016年8月，亞洲水泥公司於新竹縣關西鎮復礦炸山，周江杰不滿「炸新竹的山、蓋別國的樓」，指出目前水泥業仍生產過剩，高達326萬公噸仍是外銷，佔了總產量的四分之一。且水泥製程對環境的影響將衝擊礦場周邊居民，還有橫山、竹東地區的縣民，周江杰提到「既然水泥對民生國防都很重要，那麼為何沒想過現在都外銷掉了，15年以後的子孫沒水泥用該怎麼辦？」在地球公民基金會、蠻野心足生態協會、荒野保護協會等環保團體與周江杰的監督之下，亞泥已主動撤案。

#### 推動增加公幼、公托
2016年11月，周江杰於新竹縣議會總質詢提到，新竹縣新竹縣學齡前就讀公立幼兒園大班人數不到百分之二十，應努力朝向全國百分之三十標準前進，同時建議邱鏡淳縣長，應在竹東地區設置公托機構，讓托兒照顧的市場城鄉均衡。

#### 因非自住房屋稅率請辭新竹縣議員
2017年7月因不滿新竹縣議會通過通過國民黨團修訂版本，在新法實行不到一年的情況下，再度調降非自住房屋稅率，周江杰與勞動黨議員高偉凱請辭縣議員。周江杰則認為，他在意自用房屋稅稅率問題並不只是為了居住正義，他認為更重要的是，作為地方主要稅收來源的房屋稅可以用來回饋鄉間。鄉親的慰留書連署書數量遠高於當選時的票數，但周江杰仍於2017年7月辭職生效，暫別政壇。

### 加入民進黨
由於新竹縣前縣長林光華邀請，加上認同民進黨在黨綱中的能源與族群政策，2018年1月轉而加入民主進步黨，5月接任客家部主任。2019年，民進黨時任秘書長羅文嘉因賞識周江杰，拔擢擔任民主進步黨發言人、客家部主任。同年8月轉任新聞部主任。
2022年8月8日，在民進黨選對會徵召下參選新竹縣縣長，但未能勝選。
2023年1月30日，在第二次蘇貞昌內閣總辭後，出任陳建仁內閣客家委員會政務副主任委員。
2024年5月19日，卸任客家委員會政務副主任委員。

## 參選紀錄
| 年度 | 選舉屆數               | 選舉區           | 所屬政黨   | 得票數 | 得票率 | 當選標記 | 備註 |
| ---- | ---------------------- | ---------------- | ---------- | ------ | ------ | -------- | ---- |
| 2014 | 第十八屆新竹縣議員選舉 | 新竹縣第八選舉區 | 台灣綠黨   | 4,402  | 9.97%  |          |      |
| 2020 | 第十屆立法委員選舉     | 新竹縣第一選舉區 | 民主進步黨 | 54,862 | 36.93% |          |      |
| 2022 | 第十九屆新竹縣縣長選舉 | 新竹縣           | 民主進步黨 | 83,683 | 32.40% |          |      |

## 外部連結
- 周江的Facebook專頁
- YouTube上的周江頻道